# Gelis problemator
Gelis problemator là một loài tò vò trong họ Ichneumonidae.